# Мартен, Феликс
Шарль Мари Феликс Мартен (фр. Charles-Marie-Félix Martin; 2 июня 1844[…], Нёйи-сюр-Сен — 4 января 1917, XVII округ Парижа) — французский скульптор.

## Биография
Родился в 1844 году в Нёйи-сюр-Сен (пригороде Парижа). Являлся племянником радикально-левого политика Александра Мартена. От рождения страдал глухотой. 
С 1855 года воспитывался во Французском национальном институте для глухих (фр.). В дальнейшем сумел поступить в Высшую школу изящных искусств Парижа, где его основными наставниками были Жюль Кавелье, Франциск Дюре и Эжен Гийом. 
В 1864 году Мартен выставлял свои работы на ежегодном Парижском салоне; в дальнейшем стал постоянным экспонентом ежегодном Салоне французских художников.  
В 1878 году Мартен женился на Матильде-Полине-Жозефине Готеро. Их сын, Анри Феликс Мартен, стал профессором математики.
В 1879 году Мартен создал памятник сурдопедагогу аббату Эпе (1712—1789), который был установлен перед институтом для глухих, который Мартен ранее окончил.
Кавалер ордена Почетного легиона (1879). 
На Всемирной выставке 1889 года в Париже был награждён бронзовой медалью.
Скончался скульптор Мартен в 1917 году в Париже. 

## Галерея

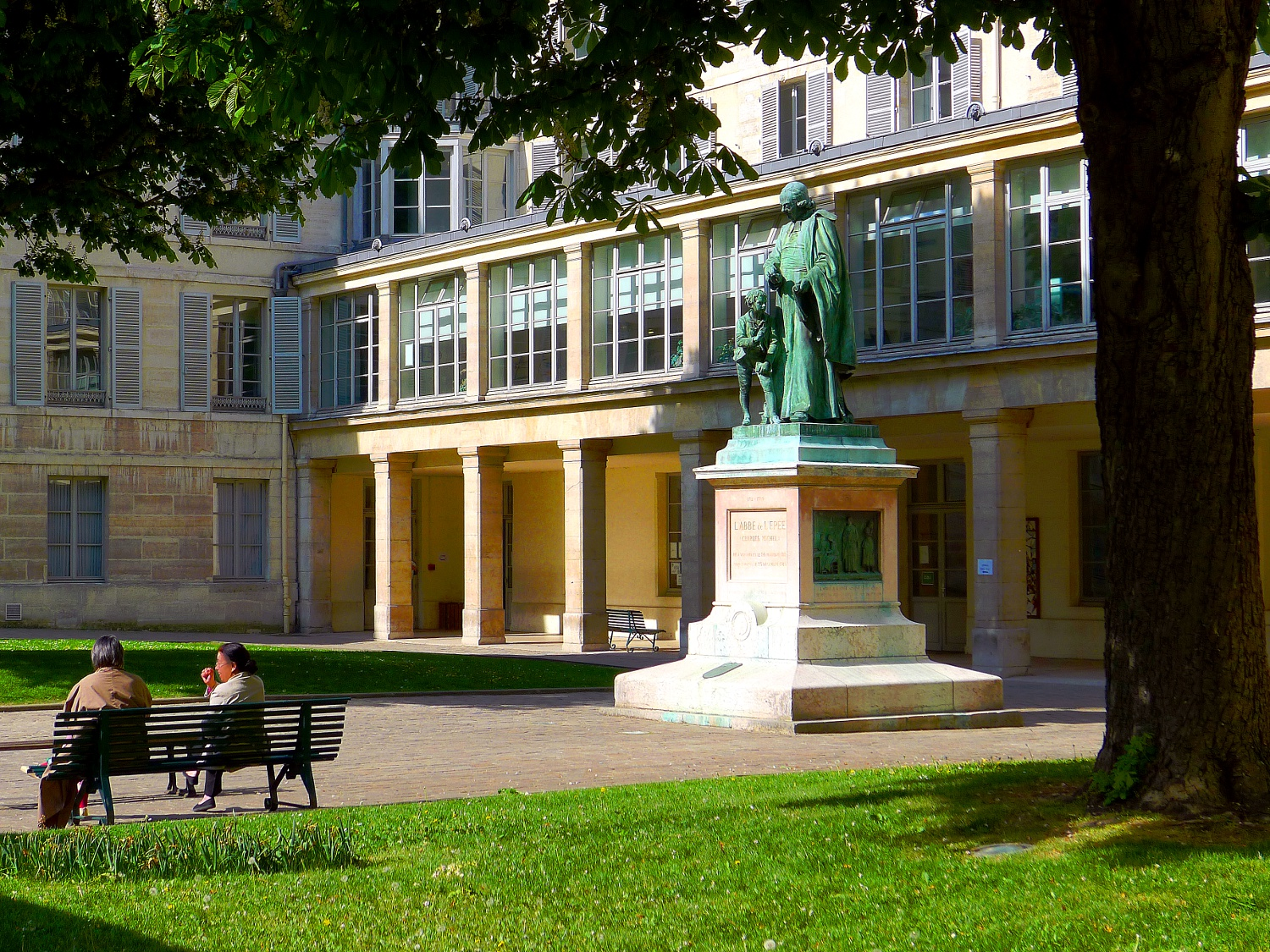
Памятник сурдопедагогу аббату Эпе перед Институтом для глухих (фр.; 1879), Париж
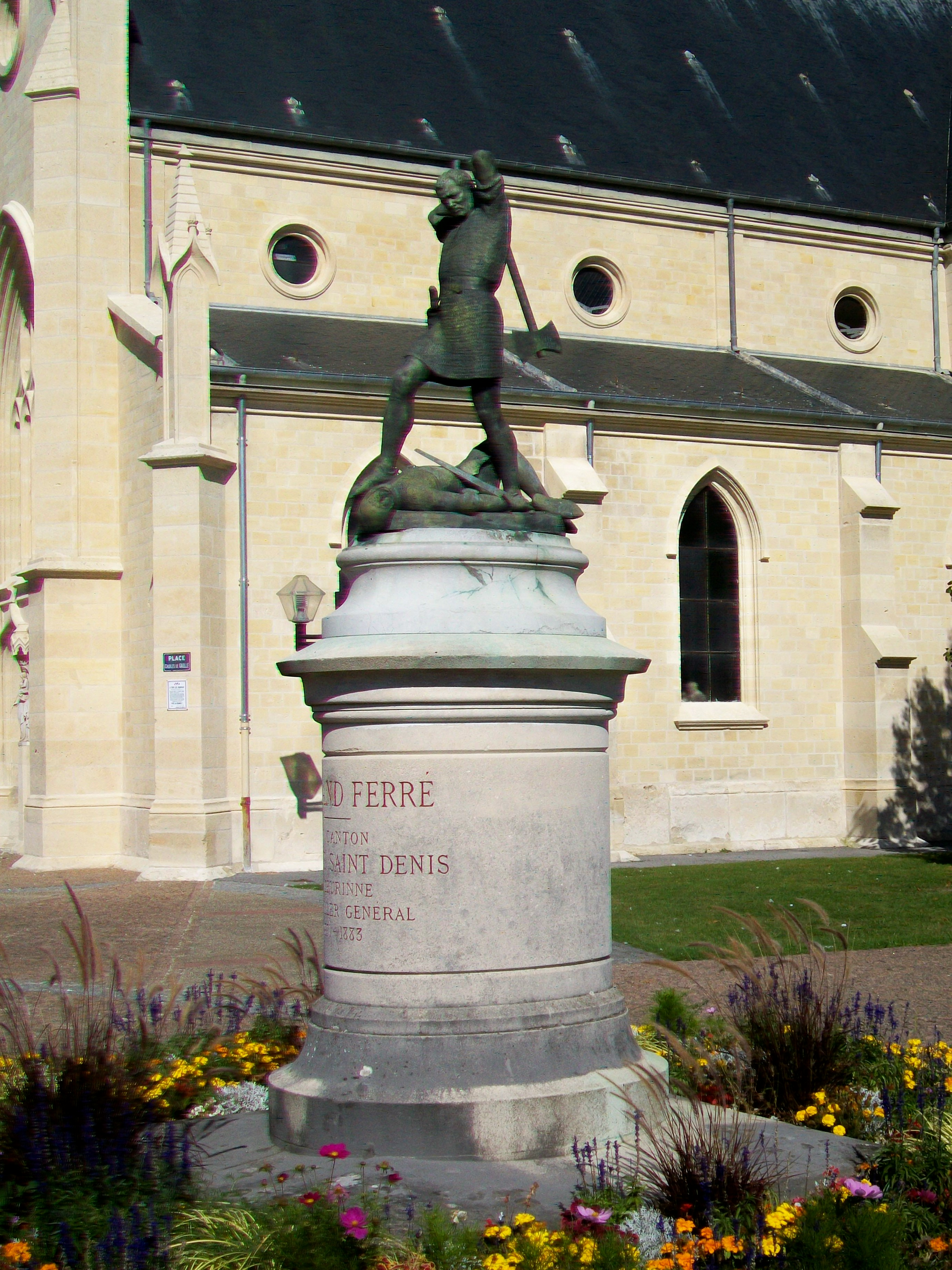
Памятник французскому народному герою Столетней войны Гран-Ферре (Великану Ферре), Лонгей-Сент-Мари